# Erivan Haub

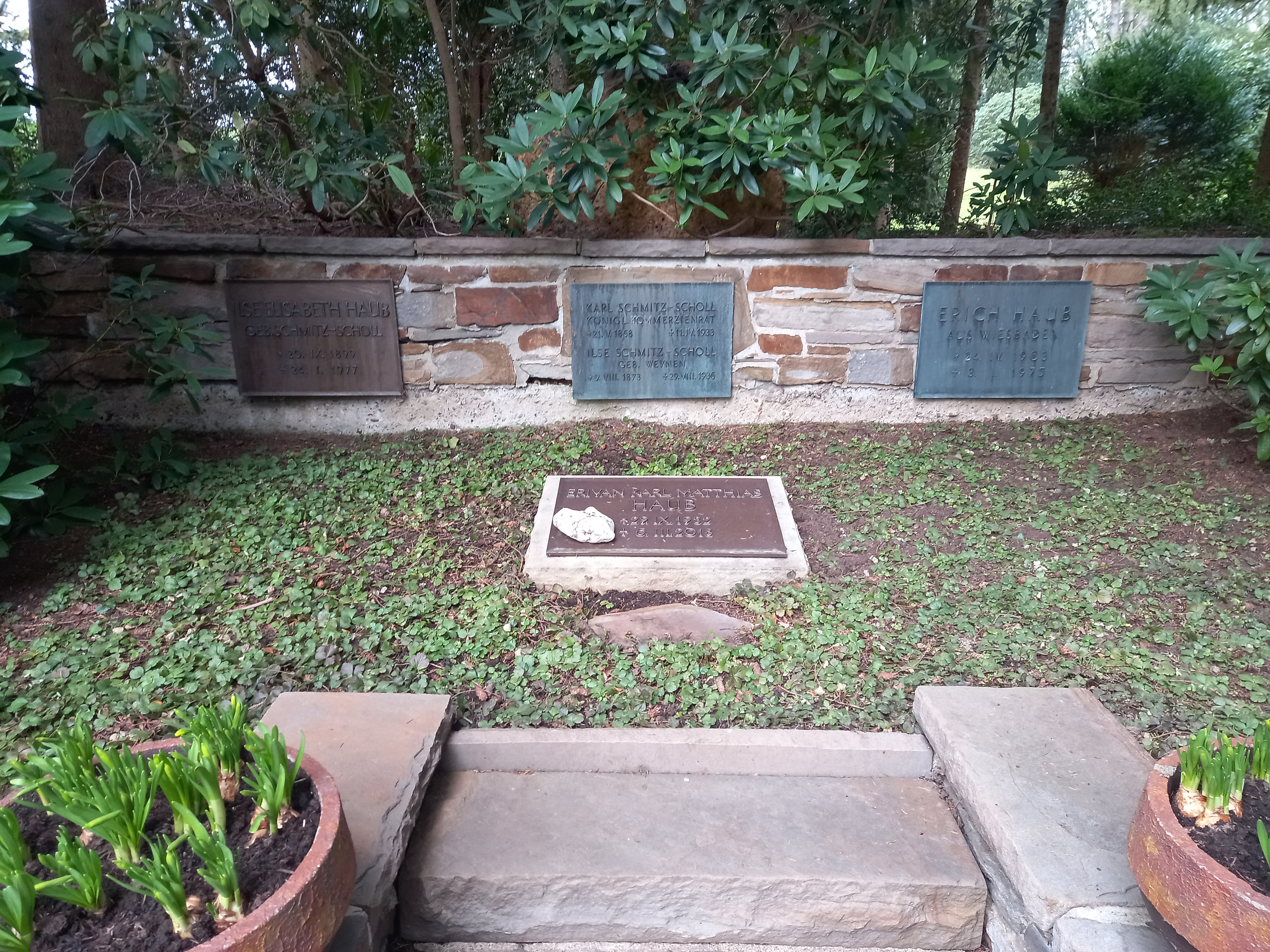
Das Grab von Erivan Haub im Familiengrab Schmitz-Scholl auf dem Hauptfriedhof Mülheim an der Ruhr (Foto: 2022)

Erivan Karl Matthias Haub (* 29. September 1932 in Wiesbaden; † 6. März 2018 in Pinedale, Wyoming, Vereinigte Staaten) war ein deutscher Unternehmer und Miteigentümer der Unternehmensgruppe Tengelmann, die er von 1969 bis 2000 leitete. 
Erivan Haub war einer der reichsten Deutschen; sein Vermögen wurde in der Forbes-Liste 2014 mit etwa 5,2 Milliarden US-Dollar angegeben.

## Leben
Erivan Haub war das einzige Kind von Erich und Elisabeth Haub, geb. Schmitz-Scholl. Seine Mutter stammte aus der Mülheimer Unternehmerfamilie Schmitz-Scholl, der unter anderem die Einzelhandelskette Tengelmann gehörte. 1934 erwarben Elisabeth und Erich Haub in der Nähe von Idstein im Taunus einen Waldbauernhof, wo ihr Sohn Erivan aufwuchs. Die Herkunft des seltenen Vornamens Erivan, der eine Familientradition ist, ist der Familie nicht bekannt; Sohn Karl-Erivan Haub hat in einem Interview die Vermutung geäußert, dass der Name von Vorfahren aus der armenischen Hauptstadt Jerewan (Eriwan) stammen könnte.
Nach Ende des Zweiten Weltkriegs bestand Haub 1952 in Idstein das Abitur und absolvierte anschließend zwei kaufmännische Ausbildungsprogramme in Amerika bei der Jewel Tea Company in Chicago und bei der Alpha-Beta-Company in La Habra. Nach der Rückkehr aus den USA nahm er an der Universität Hamburg ein Volkswirtschaftsstudium auf, das er 1959 in Mainz mit dem Diplom abschloss. Es folgten Traineeprogramme bei einer Frankfurter Immobilienfirma und der Commerzbank. 1963 trat Haub in die familieneigene Tengelmann-Gruppe ein. Nach dem Tod seines Onkels Karl Schmitz-Scholl wurde er im März 1969 allein geschäftsführender Gesellschafter des Familienunternehmens, zu dem zu diesem Zeitpunkt rund 400 Filialen und eine Schokoladenfabrik gehörten; der Umsatz betrug 1,2 Mrd. DM. Zum 1. Januar 2000 übergab Haub die Geschäftsführung an seine Söhne Karl-Erivan W. Haub, der bereits seit 1997 für das europäische Geschäft verantwortlich zeichnete, und Christian W. E. Haub, der die amerikanische Beteiligungsgesellschaft A & P leitete. Von 2000 bis 2012 war Erivan Haub Vorsitzender des Beirats der Firmengruppe.
Erivan Haub war seit 1958 mit Helga Haub, geborene Otto, verheiratet, die er während des Studiums in Hamburg kennenlernte. Das Paar hatte drei Söhne – Karl-Erivan W. (1960–2018), Georg R. O. (* 1962) und Christian W. E. Haub (* 1964) – und wohnte in Wiesbaden; er zog sich anlässlich seines 80. Geburtstages ins Privatleben zurück. Er starb wenige Tage nach seiner diamantenen Hochzeit (60. Ehejubiläum) mit 85 Jahren auf seiner Ranch in Wyoming.

## Führung der Tengelmann-Gruppe
Unter Haubs Führung expandierte die Unternehmensgruppe Tengelmann durch Akquisitionen und Neugründungen im In- und Ausland. Hervorzuheben sind insbesondere die Übernahme des einstmals größten Konkurrenten Kaiser’s Kaffee Geschäft AG (1971), der Aufbau der Discountkette Plus und die Beteiligung an der amerikanischen The Great Atlantic and Pacific Tea Company, kurz A & P, in New Jersey (1979). Zeitweise hielt Tengelmann mehr als 50 % der Anteile an A & P; 2012 wurde das Engagement aufgegeben. Mit dem Einstieg in die Holding der Baumarktkette Obi (1985) diversifizierte Haub in den Nonfood-Handel, und mit der Akquisition von Modea (1990) und der Gründung von KiK (1994) fasste er auch auf dem Textilmarkt Fuß. Noch vor dem Fall der Mauer investierte er 1984 erstmals in Osteuropa und erwarb einen Anteil an der Skala-Coop, dem größten privatwirtschaftlichen Einzelhandelsunternehmen Ungarns.
1993, zum 100. Geburtstag der Tengelmann-Filialkette, meldete Erivan K. Haub einen Gruppenumsatz, der über der 50-Mrd.-DM-Marke lag; damit gehörte das Mülheimer Unternehmen zu den größten Lebensmittelfilialbetrieben der Welt. In den Folgejahren geriet der Handelsriese jedoch in eine wirtschaftliche Schieflage, so dass seine Söhne nach der Übernahme der Geschäftsführung von ihrem Vater das Unternehmen einer rigorosen Umstrukturierung und Konsolidierung unterziehen mussten, zu der auch der Verkauf zahlreicher Tochter- und Beteiligungsgesellschaften gehörte.

## Ökologisches und politisches Engagement
Das ökologische Engagement seiner Familie, das sich unter anderem in der Gründung verschiedener Stiftungen zum Erlass und zur Verbesserung von Rechtsvorschriften im Umweltschutz manifestierte, weitete Erivan K. Haub auf den Filialbereich der Unternehmensgruppe aus und nutzte die zahlreichen Verkaufsstellen als communication vehicles: Die Einführung von bleifreiem Benzin an den firmeneigenen Tankstellen sowie die Auslistung von Schildkrötensuppe und Froschschenkeln bildeten 1984 den Auftakt eines umfassenden Aktionsprogramms der Umwelt zuliebe; Frosch und Schildkröte wurden zum Umwelt-Markenzeichen der Gruppe. Mit der konsequenten Auslistung umweltschädlicher Produkte wie phosphathaltiger Vollwaschmittel und FCKW-haltiger Spraydosen und der sortimentspolitischen Bevorzugung von Pfandflaschen, Energiesparlampen und materialsparenden Verpackungen übernahm der Unternehmer sowohl innerhalb der Branche als auch auf gesellschaftspolitischer Ebene eine anerkannte und durch zahlreiche Auszeichnungen bestätigte Pionierrolle bei der Durchsetzung umweltbewusster Konsumgewohnheiten.
Seit 1994 unterstützte er die Wahlkämpfe Helmut Kohls. Er half ihm auch in der CDU-Spendenaffäre der Union. Haub überwies Anfang 2000 einen sechsstelligen Betrag, als Kohl für den finanziellen Schaden der Partei geradestehen musste. Er gehörte eine Zeit lang zum Kreis aus der Wirtschaft, der Kohl beraten hat.
Dem Umweltschutz blieb Haub nach seinem Ausstieg aus dem operativen Geschäft der Unternehmensgruppe Tengelmann weiterhin eng verbunden: So ließ er das Weingut Abril in Bischoffingen am Kaiserstuhl, das der Familie seiner Frau Helga gehörte, 2012 zu einem völlig CO2-neutral arbeitenden Betrieb umrüsten.

## Sammler
Erivan Haub war ein Philatelist und Sammler alter Uhren. Seine umfangreiche Briefmarkensammlung baute er seit seiner Jugend als Abbild der historischen – nicht nur postgeschichtlichen – Entwicklung von der Mitte des 19. Jahrhunderts auf. Sie enthielt zahlreiche Seltenheiten von Weltrang, darunter eine Reihe von Stücken aus den Sammlungen von Philipp von Ferrary, Arthur Hind, Maurice Burrus und John R. Boker. Beispiele sind einer von nur drei existierenden Baden-Fehldrucken 9 Kreuzer auf Brief und ein ungebrauchter 15er-Block des Schwarzen Einser des Königreichs Bayern mit Tête-bêche (Kehrdruck). In der Altdeutschland-Philatelie gilt die Sammlung Haubs als die vollständigste jemals zusammengetragene Sammlung, die die Sammlungen Ferrarys und Bokers noch übertrifft. Im Zeitraum vom Juni 2019 bis 2024 wurde die Sammlung Erivan in mehr als dreißig Auktionen durch die Auktionshäuser Heinrich Köhler in Wiesbaden, H. R. Harmer in New York und Corinphila in Zürich versteigert.

## Mäzen
Haub engagierte sich als Stifter und förderte zahlreiche Projekte unter anderem in Mülheim an der Ruhr, dem Sitz des Familienunternehmens, und in seiner Heimatstadt Wiesbaden. Auch die Stiftung Deutsche Sporthilfe, das Münzkabinett der Staatlichen Museen zu Berlin, das Frankfurter Städel sowie mehrere Kunstmuseen in den USA wurden von ihm unterstützt, ebenso die Saint Joseph’s University in Philadelphia/USA, die York University in Toronto/Kanada und die University of Wyoming, wo sich die Haub School of Environment and Natural Resources der Lehre und Erforschung von ökologischen Zusammenhängen widmet.

## Ehrungen und Auszeichnungen

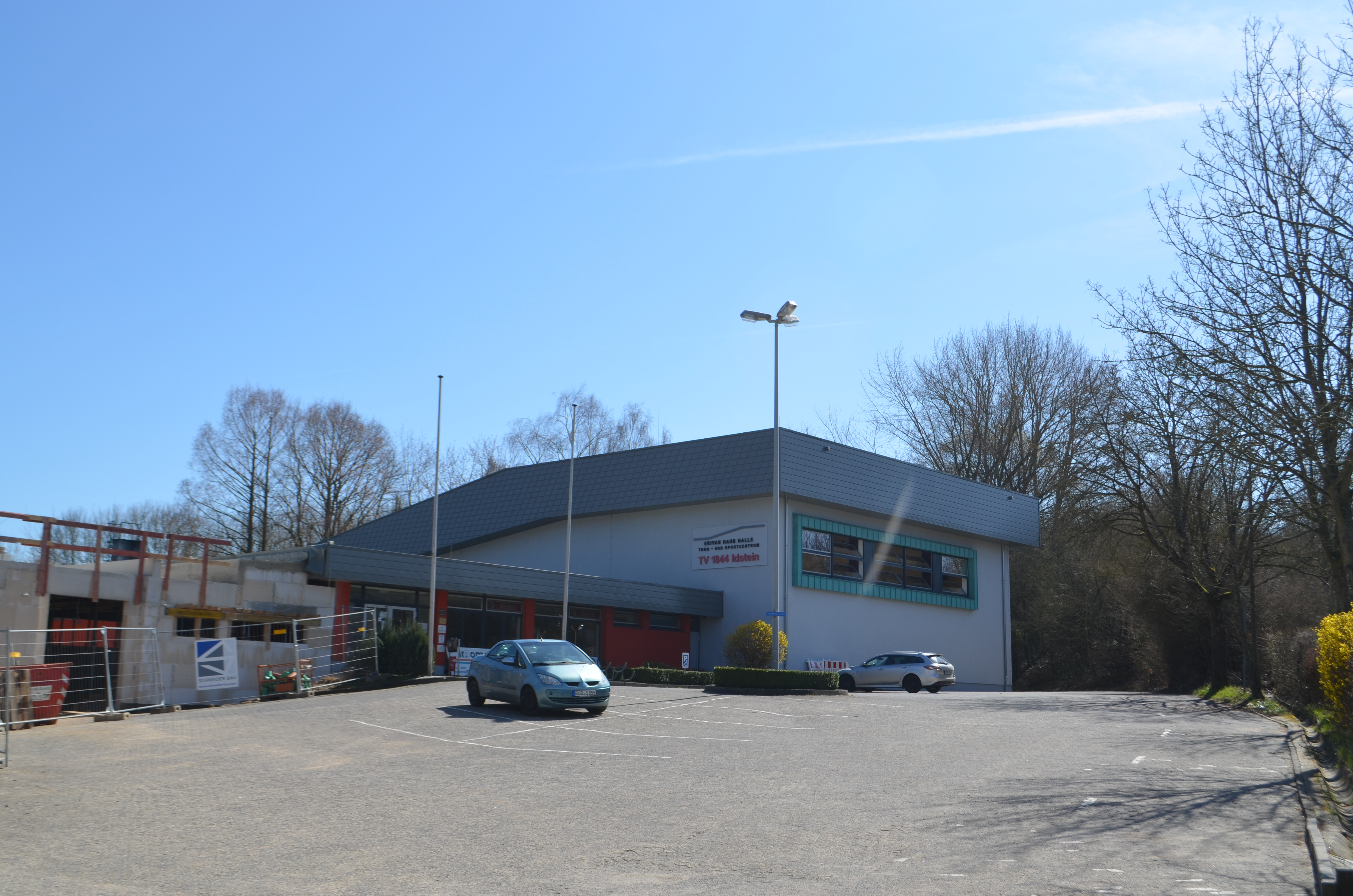
Idstein, Erivan-Haub-Halle (Foto: 2018)

Das weitreichende Umweltengagement Haubs wurde durch zahlreiche Auszeichnungen und Ehrungen – darunter die Ernennung zum ersten Ökomanager des Jahres (1990) durch die Zeitschrift Capital und den WWF – gewürdigt. Darüber hinaus wurde ihm 1992 die Ehrendoktorwürde der Saint Joseph’s University in Philadelphia verliehen; 1996 erhielt er den Leo M. Goodman Award der American Chamber of Commerce in Germany in Anerkennung seiner Verdienste um die Verbesserung der deutsch-amerikanischen Beziehungen. 2004 wurde ihm das Verdienstkreuz 1. Klasse des Verdienstordens der Bundesrepublik Deutschland verliehen, und im gleichen Jahr zeichnete ihn die Stiftung Deutsche Sporthilfe mit der Pyramide der Ehre aus. 2005 folgte die Bürgermedaille in Gold der Stadt Wiesbaden, 2007 der Verdienstorden des Landes Nordrhein-Westfalen. 2008 ernannte ihn die Stadt Idstein im Taunus zu ihrem Ehrenbürger, und die Stadt Mülheim verlieh ihm den Ehrenring der Stadt Mülheim an der Ruhr der Stadt. 2013 wurde Haub Ehrenbürger der Gemeinde Hinterzarten im Hochschwarzwald.
In Idstein sind der Erivan-Haub-Kreisel und die Erivan-Haub-Halle nach ihm benannt.